# Santa Cruz (Madera)
Santa Cruz – gmina (port. concelho) i miasto (port. cidade) w Portugalii, w Regionie Autonomicznym Madera, zlokalizowana we wschodniej części wyspy Madera, nad Oceanem Atlantyckim. Miasto Santa Cruz to od wielu lat znany kurort wypoczynkowy z długą (600-metrową), kamienistą plażą (Praia das Palmeiras), portem jachtowym (Marina de Santa Cruz) oraz dwoma niewielkimi kompleksami wodnymi Piscinas de Ribeira da Boaventura (całorocznym) i Aquaparque Madeira de Santa Cruz (letnim), usytuowanymi w pobliżu ujścia potoku Ribeira da Boaventura do Atlantyku.
Gmina Santa Cruz zajmuje obszar 81,50 km², z czego na miasto Santa Cruz przypada 28,04 km² powierzchni. Według danych na 2021 r. gmina liczy 42 168 mieszkańców, natomiast miasto 7136 osób. Na obszarze gminy zlokalizowany jest międzynarodowy port lotniczy Madera (Funchal, Cristiano Ronaldo). Administracyjnie do gminy Santa Cruz należą niezamieszkałe wyspy Ilhas Desertas, usytuowane na południowy wschód od Madery.
Santa Cruz (pol. dosł. „święty krzyż”) jest jedną z najstarszych osad w całym archipelagu. Założono ją w I połowie XV wieku, krótko po odkryciu wyspy. Jeden z kapitanów załogi João Gonçalvesa Zarco zobaczył stare, powalone przez naturę, cedry wśród gęstych drzew pokrywających okoliczną dolinę, zlecając towarzyszącym mu misjonarzom wykonanie i ustawienie tu krzyża. Zasiedlenie tego miejsca zbiegło się z kolonizacją wyspy w latach 1425–1440. Wieś i parafię założył Manuel I Szczęśliwy 26 czerwca 1515. W XIX w. bogaci mieszkańcy Funchalu - głównie Brytyjczycy - budowali tu swoje wiejskie rezydencje, później skromniejsze domy stawiali również autochtoni. Przez wieki była to miejscowość rolnicza, która 2 sierpnia 1996 uzyskała prawa miejskie, stając się tzw. cidade. Od końca XX w. w okolicy intensywnie rozwija się sektor usług, zwłaszcza turystyczno-hotelarskich, dobrze funkcjonuje również branża przetwórstwa rybnego.
Gminę Santa Cruz tworzy 5 sołectw / parafii (port. freguesias):
1. Camacha (vila – miasteczko)
2. Caniço (cidade – miasto)
3. Gaula
4. Santa Cruz (cidade – miasto)
5. Santo António da Serra